# Кашина Кастиона (Милано)
Кашина Кастиона је насеље у Италији у округу Милано, региону Ломбардија.
Према процени из 2011. у насељу је живело 35 становника. Насеље се налази на надморској висини од 148 м.